# 乗馬延年
乗馬 延年（じょうば えんねん）は、紀元前1世紀、古代中国の前漢時代の官人である。生没年は不明。乗馬が姓、延年が名。諫大夫、将作大匠を歴任した。

## 解説

### 諫大夫として治水
河平3年（紀元前26年）、諫大夫の乗馬延年は、黄河の治水にあたった光禄大夫の王延世を補佐するため、丞相史の楊焉、将作大匠の許商とともに派遣された。
推薦した杜欽は、許商と乗馬延年は「計算に明るく、功利をはかり、分別是非をもって善を選びそれに従うことができる」と述べた。二人を加えることで、才があっても仲が悪い王延世と楊焉を衝突させずに働かせることができるだろうというのである。諫大夫は光禄大夫の属官で秩石800石、政治に対する意見を述べることを職務とした。儒者が多く任命され、許商も『尚書』（『書経』）を学んだ儒学者であった。明証はないが、乗馬延年にも儒学の素養があった可能性は高い。

### 将作大匠としての労苦
後に乗馬延年も将作大匠となり、労苦に報いるとして、中二千石の秩石を与えられた。将作大匠は本来二千石で、中二千石はそれより一級上である。この褒賞の話は、陽朔4年（紀元前21年）頃に当時の将作大匠の解万年が新しい陵の造営を相談したときに言及された。乗馬延年が将作大匠であったのは、河平3年（紀元前26年）より後、陽朔4年（紀元前21年）より前の不明な期間と推定できる。